# Articulation carpo-métacarpienne du pouce
L'articulation carpo-métacarpienne du pouce (ou articulation trapézo-métacarpienne) est l'articulation qui unit le trapèze à la base du premier métacarpien.

## Description
L'articulation carpo-métacarpienne du pouce est une articulation en selle.

### Surfaces articulaires
La face inférieure du trapèze présente une surface articulaire convexe sur l'axe antéro-postérieure et concave sur l'axe transversal.
La face supérieure de la base du premier métacarpien présente une surface articulaire en selle symétrique à celle du trapèze.

### Moyens d'union
Une capsule articulaire s'insère à distance des pourtours des surfaces articulaires formant une cavité articulaire indépendante des autres articulations carpo-métacarpiennes.
Un important système ligamentaire consolide et stabilise l'articulation :
- le ligament oblique antérieur du pouce (également appelé ligament de Beak[1]), intra-capsulaire pour sa couche profonde et capsulaire pour sa couche superficielle, il relie le tubercule palmaire de la face antérieure du trapèze au bec palmaire de la base du premier métacarpien,
- le ligament dorso-radial ou ligament de Haines entre le tubercule de la face dorsale du trapèze et le bord dorsal de la base du premier métacarpien,
- le ligament collatéral ulnaire du pouce entre le rétinaculum des fléchisseurs et la base du premier métacarpien,
- le ligament postérieur oblique épaississement de la capsule articulaire entre le bord dorsal du trapèze et le bord dorsal de la base du premier métacarpien,
- le ligament inter-métacarpien entre le deuxième métacarpien et le premier métacarpien.

## Anatomie fonctionnelle
L'articulation carpo-métacarpienne du pouce a deux degré de liberté :
- la flexion / extension avec une amplitude de 50°,
- l'abduction / adduction avec une amplitude de 60°.

Le résultat global est un mouvement de circumduction permettant l'opposition du pouce.

## Aspect clinique
L'arrachement du ligament oblique antérieur provoque une fracture de Bennett.
Cette articulation peut être touchée par l'arthrose provoquant la rhizarthrose ou arthrose trapézo-métacarpienne.